# Campylopus setifolius
Campylopus setifolius är en bladmossart som beskrevs av William M. Wilson 1855. Campylopus setifolius ingår i släktet nervmossor, och familjen Dicranaceae. Inga underarter finns listade i Catalogue of Life.